# Brødrene Dahl-Filmen
Brødrene Dahl-Filmen er en virksomhedsfilm instrueret af Karl Roos efter manuskript af H. Bygbjerg.

## Handling
Firmaet Brødrene Dahl præsenteres, hvordan det kom til verden og hvem der var dets grundlæggere. Dernæst vises hverdagen i en "moderne" virksomhed. Dagen starten med at kontorene gøres rene og posten sorteres. Medarbejderne ankommer med sporvogn eller på cykel. Direktionen holder møde om de vigtigste retningslinjer, indkøbsafdelingen sørger for indkøb og kontrol af nye varer. Der er scener fra Brødrene Dahl's lagerbygning, hvor varer leveres med lastbil, palrør kommer med jernbanen, fittings sorteres og man ser, hvordan varene tælles og indpakkes forsvarligt i avispapir. Dernæst følger scener fra salgsafdelingen, hvor ordremodtagelse, ekspedition af kunder m.v. foregår. Lageret har til huse i Vermlandsgade. Arbejdspladsen er moderne med højttaleranlæg og fjernskriver. Pakning af diverse varer, f.eks. toiletter i halm på ladet af en lastbil. Dernæst vises deres forskellige filialer og afdelinger. Billeder fra udstillingsbygningen på Nørre Alle (åbnet 1935), Århus filialen, Odense filialen (åbnes i 1937 og ledes af V. Th. Larsen), Nykøbing Falster (åbnet i 1928). Dagligliv, forsendelse og lagerarbejde fra de forskellige steder. Efterfølgende vises billeder fra datterselskaberne i Oslo, Bergen (M.C.D. løber på ski), Stockholm og Göteborg. Afslutningsvis beskrives, at firmaets medarbejdere også forenes i sport, og BD pokalen indstiftes med formålet af støtte og opmuntre til "den rette sportsånd".